# سوري هيث (دائرة انتخابية في المملكة المتحدة)
سوري هيث (بالإنجليزية: Surrey Heath)‏ هي إحدى الدوائر الانتخابية في المملكة المتحدة الممثلة في مجلس العموم في برلمان المملكة المتحدة.
عضو البرلمان الذي يمثلها حالياً هو :Michael Gove (Con).